# 苏埃利奥
苏埃利奥（義大利語：Sueglio），是意大利莱科省的一个市镇。总面积4平方公里，人口157人，人口密度39.3人/平方公里（2009年）。国家统计（ISTAT）代码为097077。